# وپتهور
وپتهور (به انگلیسی: Veppathur) یک زیستگاه انسانی در هند است که در Thanjavur district واقع شده‌است.

## خصوصیات
وپتهور ۷٬۴۱۴ نفر جمعیت دارد.